# Gira 2002 (DVD de Extremoduro)
Gira 2002 es un videoálbum del grupo Extremoduro lanzado el 3 de mayo de 2004. Debutó directamente en el número 1 de las listas de ventas españolas de DVD musicales.
Las canciones incluidas en el DVD han sido extraídas de los conciertos que Extremoduro ofreció en Leganés, Lesaka y Bilbao durante la Gira "Yo, minoría absoluta".
El DVD contiene como material extra los cinco videoclips oficiales que ha publicado el grupo. Este DVD se incluyó, además de venderse por separado, en el box set Grandes éxitos y fracasos.
En 2020, Warner Music subió en formato streaming el vídeo completo con dos temas extra inéditos: «Pedrá» y «Sucede».

## Lista de canciones
| GIRA 2002  | GIRA 2002                        |
| N.º        | Nombre                           |
| ---------- | -------------------------------- |
| 01         | A fuego                          |
| 02         | Buscando una luna                |
| 03         | El duende del parque             |
| 04         | Tu corazón                       |
| 05         | Hoy te la meto hasta las orejas  |
| 06         | Golfa                            |
| 07         | Quemando tus recuerdos           |
| 08         | La vereda de la puerta de atrás  |
| 09         | So payaso                        |
| 10         | Deltoya                          |
| 11         | La vieja                         |
| 12         | Autorretrato                     |
| Inédita 1  | Pedrá                            |
| Inédita 2  | Sucede                           |
| 13         | Pepe Botika                      |
| 14         | J.D. La central nuclear          |
| 15         | Menamoro                         |
| 16         | Amor castúo                      |
| 17         | Salir                            |
| 18         | Standby                          |
| 19         | Ama, ama, ama y ensancha el alma |
| VIDEOCLIPS |                                  |
| 1          | So payaso                        |
| 2          | Esclarecido                      |
| 3          | A fuego                          |
| 4          | Puta                             |
| 5          | Standby                          |

## Personal
Extremoduro
- Roberto Iniesta - Voz, guitarra
- Iñaki "Uoho" Antón - Guitarra
- Miguel Colino - Bajo
- José Ignacio Cantera - Batería

Personal adicional
- Félix Landa - Guitarra
- Aiert Erkoreka - Teclados

## Posiciones en las listas
| Año  | Lista                        | Posición |
| ---- | ---------------------------- | -------- |
| 2004 | PROMUSICAE "DVD'S Musicales" | No. 1    |